# Charles FitzRoy (1791-1865)
Pour les articles homonymes, voir Charles FitzRoy.
Charles FitzRoy (28 février 1791 – 17 juin 1865), est un militaire britannique et un homme politique Whig. Il combat à la Bataille de Waterloo et devient vice-chambellan de la maison entre 1835 et 1838.

## Famille
Il est le second fils de George FitzRoy (4e duc de Grafton), et son épouse Charlotte Maria Waldegrave, fille de James Waldegrave, 2e comte Waldegrave. Henry FitzRoy (5e duc de Grafton), est son frère aîné.

## Militaire de carrière
Il rejoint l'armée britannique en 1807 et combat à la Bataille de La Corogne au début de la Guerre d'indépendance espagnole, avant de se joindre à l'Expédition de Walcheren en 1809. Il rejoint Lord Hill et est présent au Siège de Badajoz (1812) et aux batailles de Vittoria, Pyrénées, Nivelle, la Nive, Orthez et Toulouse.
À Waterloo en 1815, il se bat comme capitaine dans les Grenadier Guards. Il prend sa retraite de l'armée sur la en demi-solde en tant que major et un brevet de lieutenant-colonel du 27e régiment d'infanterie en 1821.
Il est ensuite président de la Commission des Finances et membre honoraire du 43e régiment de volontaires du Middlesex.

## Carrière politique
Il est élu en tant que député pour Thetford en 1818, et occupe le siège jusqu'en 1830, où il ne se représente pas. Il revient aux Communes l'année suivante, où il est élu en 1831 comme député de Bury St Edmunds. Il occupe le siège jusqu'en 1847, quand il ne se représente pas. Lorsque les Whigs arrivent au pouvoir, avec Lord Melbourne, en 1835, Il est admis au Conseil Privé et nommé vice-chambellan de la maison, un poste qu'il occupe jusqu'en 1838.

## Mariage et descendance
Il épouse Anne Cavendish, fille de George Cavendish (1er comte de Burlington) et de Lady Elizabeth Compton, le 25 octobre 1825. Ils ont deux fils et deux filles. Il est décédé le 17 juin 1865, à Hampton, âgé de 74 ans. son épouse meurt en mai 1871, à l'âge de 83 ans.